# Juan José Lombardo
Juan José Lombardo (Salto, Buenos Aires; 19 de marzo de 1927-Buenos Aires; 26 de noviembre de 2019) fue un militar argentino, integrante de la Armada. Fue integrante del Grupo de Trabajo que planificó el desembarco en las islas Malvinas a principios de la década de 1980. Durante el posterior conflicto argentino-británico acaecido entre abril y junio de 1982, fue comandante del Teatro de Operaciones del Atlántico Sur.
Previamente, fue jefe de Operaciones del Estado Mayor General de la Armada, jefe de la Base Naval Mar del Plata y comandante de Operaciones Navales.
En 2013 fue condenado en un juicio por delitos de lesa humanidad cometidos durante la dictadura cívico militar a prisión perpetua.

## Origen e inicios
Juan José Lombardo nació en Buenos Aires el 19 de marzo de 1927. Ingresó a la Armada Argentina el 23 de enero de 1946 integrando la Promoción 77 de la Escuela Naval Militar.

## Carrera militar
Siendo capitán de corbeta estuvo implicado en una operación secreta llevada a cabo en el mes de octubre del año 1966 en la cual el submarino ARA Santiago del Estero desembarcó en una playa inhabitada de la isla Soledad situada aproximadamente a 40 kilómetros de la capital, Puerto Argentino/Stanley. El submarino comandado por el capitán de fragata Horacio González Llanos se desprendió de su unidad luego de realizar ejercicios anuales en Puerto Pirámides y navegó hacia las islas Malvinas. El almirante Benigno Ignacio Varela, a la sazón titular de la Armada Argentina, dio la orden de desembarcar en las islas. Solo González Llanos y Lombardo sabían que se dirigían al austral archipiélago, el resto de los tripulantes creían que se dirigían a Mar del Plata. EL objetivo, que consistía en verificar si las playas inspeccionadas eran aptas para un desembarco; fue cumplido.
El 15 de octubre de 1976, el presidente (de facto) Jorge Rafael Videla lo ratificó en el cargo de director general de Política del Ministerio de Defensa con fecha 24 de marzo de 1976. El 19 de enero de 1977, dejó de ocupar ese puesto siendo reemplazado.
Entre 1977 y 1978, fue jefe de la Base Naval Mar del Plata.
Durante el año 1980, fue jefe de Operaciones del Estado Mayor General de la Armada. En 1982, asumió la titularidad del Comando de Operaciones Navales. Como tal, estaba a cargo de las once fuerzas de tareas establecidas por la fuerza naval en 1975.
En el mes de diciembre de 1981 tuvo lugar una cumbre del almirantazgo argentino, en ella, el vicealmirante Juan José Lombardo dijo que la Argentina se encontraba en un proceso de descomposición y que se debía encontrar una solución política que implicara la retirada del Proceso de Reorganización Nacional del gobierno. También en dicha reunión dijo que analizaba seriamente su pase a retiro debido a la situación en la que se encontraba la Argentina en ese año.
Ante la situación planteada por Lombardo, el jefe de la Armada Argentina en ese entonces, el almirante Jorge Isaac Anaya, convocó a Juan José Lombardo a su despacho el 15 de diciembre de 1981 y lo promovió a la Comandancia de Operaciones Navales. La orden inmediata que Lombardo recibió de parte de Anaya luego de ser promovido fue clara: 

Vamos a ocupar las Malvinas. Usted será el encargado de planificar la operación. No puede hablar con nadie, a no ser con sus cuatro colaboradores inmediatos
Jorge Isaac Anaya

Sin nada más que hacer, el vicealmirante Juan José Lombardo partió hacia la ciudad de Bahía Blanca con sus colaboradores y planificó la misión que le habían encomendado, que posteriormente fue bautizada como «Operación Rosario».

## Guerra de Malvinas
El 7 de abril de 1982, el presidente (de facto) Leopoldo Fortunato Galtieri lo designó comandante del Teatro de Operaciones del Atlántico Sur (TOAS).
En la madrugada del 2 de mayo de 1982, después que la flota británica se retira —rechazada por la Fuerza Aérea Argentina— Lombardo le da la orden a la flota argentina de retirarse del teatro de operaciones.
Pasó a retiro el 1 de enero de 1983.

## Juicios
Hasta su muerte, se encontraba en cumplimiento de arresto domiciliario a la espera un juicio por crímenes de lesa humanidad cometidos en la Base Naval de Mar del Plata durante el Proceso de Reorganización Nacional.
Con base en fuentes judiciales, en virtud de estar Lombardo en proceso de apelación su condena, falleció aún detentando su grado y estado militar, ya que la destitución aplica solo cuando la sentencia se encuentra firme.